# Lynn Woolsey
Lynn C. Woolsey (ur. 3 listopada 1937 w Seattle) – amerykańska polityczka, członkini Partii Demokratycznej.

## Działalność polityczna
W okresie od 3 stycznia 1993 do 3 stycznia 2013 przez dziesięć kadencji była przedstawicielką 6. okręgu wyborczego w stanie Kalifornia w Izbie Reprezentantów Stanów Zjednoczonych.